# Пік Дартмут
Пік Дартмут (англ. Dartmouth Peak) — гора, висотою 3320 метрів, за 5,2 км на схід-північний схід від гори Мак-Клінток у центральній частині хребта Британія. 

## Історія
Пік був названий Консультативним комітетом з назв в Антарктиці спільно з HMS Britannia на честь морського порту Дартмут, графство Девон Англія, розташованого на західному березі лиману річки Дарт. З 1863 по 1905 роки Британські морські курсанти (включаючи деяких офіцерів Британської національної антарктичної експедиції Р. Ф. Скотта, 1901–1904 роках, пройшли підготовку  офіцерів Королівського флоту на HMS Britannia, а потім квартирували в Дартмуті.